# Felice Mariani
Felice Mariani (* 8. červenec 1954 v Římě, Itálie) je bývalý italský zápasník – judista, bronzový olympijský medailista z roku 1976.

## Sportovní kariéra
Svojí seniorskou reprezentační kariéru začínal v době, kdy italské judo procházelo dlouholetou krizí. Řada italských judistů (bratři Vismarové a další) odmítala spolupracovat s vedením italského judistického svazu. Jedním z hlavních důvodů bylo, že vrcholové judo měla pod palcem italská armáda a její tréninkové metody.
V roce 1975 zaznamenal první úspěch ziskem bronzové medaile na mistrovství světa, které po roce potvrdil ziskem bronzové olympijské medaile. Od roku 1977 se rozšiřovala lehká váhová kategorie a v dalších letech patřil za největší hvězdu nově vzniklé superlehké váhy. K jeho smůle však přišel rok 1980, italská armáda zakázala start svým členům na olympijských hrách v Moskvě a na rozdíl od Ezia Gamby se on rozhodl nerebelovat. V roce 1984 mel již své nejlepší roky za sebou, přesto patřil ke kandidátům na medaile na olympijských hrách v Los Angeles. Obsadil 5. místo. Jeho judo bylo vysoce takticky zaměřené a při souboji využíval svého mimořádného pohybového nadání. Ne nadarmo byl jeho pohyb po tatami označován jako kočičí chůze "scatto felino".
Po skončení sportovní kariéry se věnoval podnikání a později vedl v rodném Římě klub Fiamme Gialle (Žluté plameny). Trenérského renomé se dočkal v roce 1996 na olympijských hrách v Atlantě, když na spanilou jízdu do finále připravil Girolama Giovinazza. Následovala zlatá éra italského mužského i ženského juda, kterou korunovala v roce 2008 na olympijských hrách v Pekingu senzační zlatou olympijskou medailí je svěřenkyně Giulia Quintavalleová.

## Výsledky
| Turnaj             | 1975      | 1976      | 1977            | 1978            | 1979            | 1980            | 1981            | 1982            | 1983            | 1984            |
| Turnaj             | 21        | 22        | 23              | 24              | 25              | 26              | 27              | 28              | 29              | 30              |
| Turnaj             | pololehká | pololehká | superlehká váha | superlehká váha | superlehká váha | superlehká váha | superlehká váha | superlehká váha | superlehká váha | superlehká váha |
| ------------------ | --------- | --------- | --------------- | --------------- | --------------- | --------------- | --------------- | --------------- | --------------- | --------------- |
| Olympijské hry     |           | 3.        |                 |                 |                 | —               |                 |                 |                 | 5.              |
| Mistrovství světa  | 3.        |           |                 |                 | 3.              |                 | 3.              |                 | úč.             |                 |
| Mistrovství Evropy | ?         | ?         | ?               | 1.              | 1.              | 1.              | ?               | —               | úč.             | 2.              |